# オットー・クレープス
オットー・クレープス（Josef Karl Paul Otto Krebs、1873年 - 1941年）は、ドイツの実業家、美術品コレクター。オットー・クレブスと表記されることがある。
ドイツ・ヴィースバーデン生まれ。ザクセン＝アンハルト州のHolzdorfで製造業を興し財を成した。子供はいなかった。
1920年代頃から印象派や後期印象派の絵画を収集していた。それらは点数は少ないながらも秀逸な作品が揃えられていた。作家としてはセザンヌ、ゴッホ、ゴーギャンらの作品があった。
このコレクションは第二次世界大戦集結後も秘匿されていたが1947年にソ連当局に押収されたとされる。1995年にエルミタージュ美術館に収蔵されていることが明らかにされた。

## オットー・クレープスのコレクションであったとされる作品
ゴッホ 「夜の白い家」、「トゥラビュック夫人の肖像」、「朝、仕事へ向かうとき・ミレーによる」、「家と農夫の見える風景」